# Timbres de France 1999
Cet article recense les timbres de France émis en 1999 par La Poste.

## Généralités

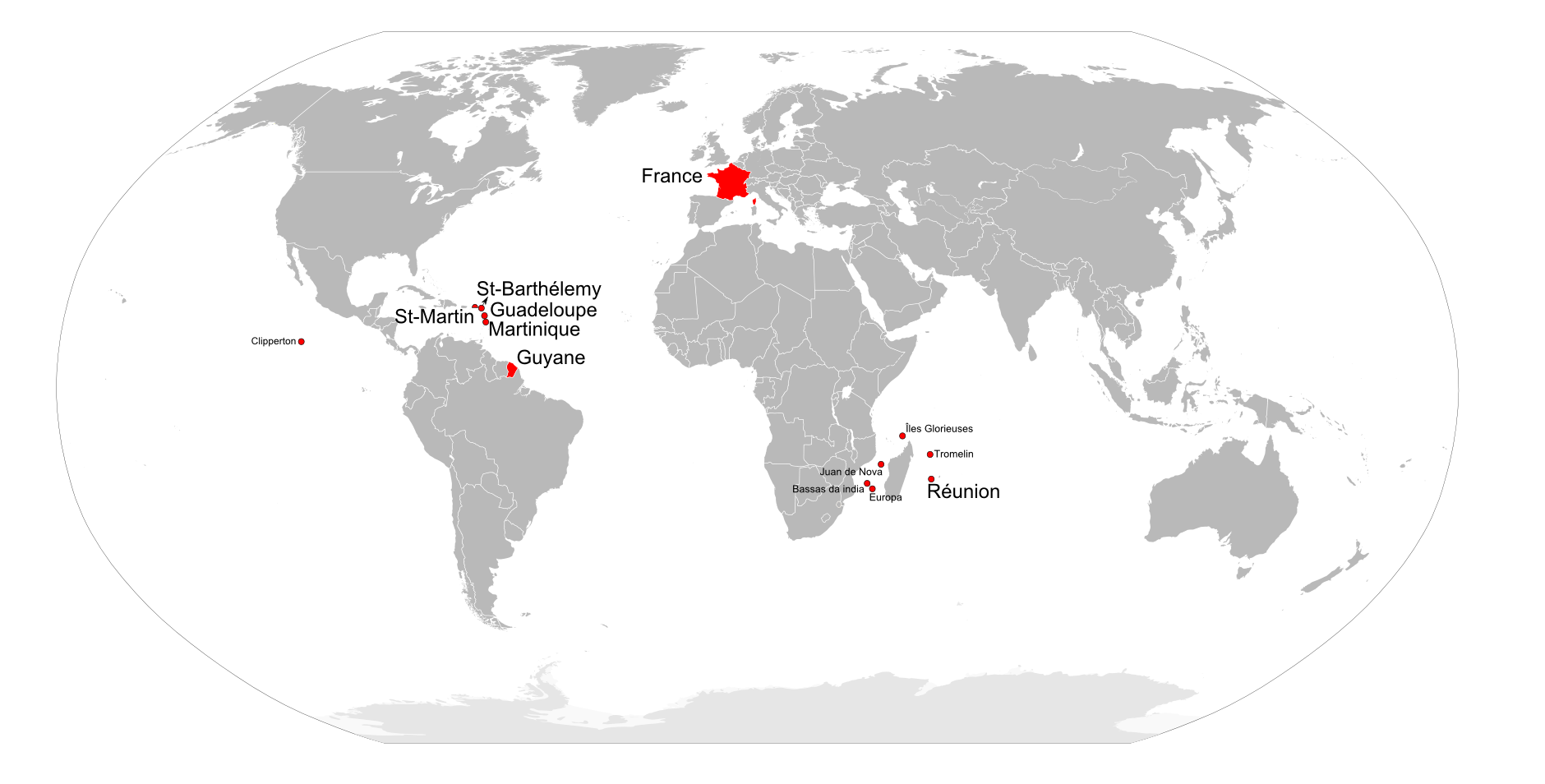
Lieu d'utilisation des timbres de France. Pour les territoires inhabités, l'utilisation est théorique, mais possible par les missions militaires et scientifiques.

Les émissions portent la mention « République française La Poste 1999 » et une valeur faciale en franc français (FRF) jusqu'en juillet 1999. Ensuite, afin de préparer le public à l'introduction de l'euro fiduciaire le 1er janvier 2002, la valeur correspondante en euro (€) est ajoutée en petits caractères. De plus, la mention du pays devient l'abréviation « RF » pour République française, en contravention aux recommandations de l'Union postale universelle de donner ce nom en alphabet latin et en entier.
Ces timbres sont en usage sur le courrier au départ de la France métropolitaine, de la Corse et des quatre départements d'outre-mer (Guadeloupe, Guyane, Martinique et Réunion).

### Programme philatélique
Le programme philatélique de France pour 1999 a été fixé par des arrêtés du ministère de l'Industrie et appliqué par le Service national du timbre-poste et de la philatélie (SNTP). Les timbres sont imprimés par l'Imprimerie des timbres-poste et valeurs fiduciaires, près de Périgueux, qui est signifié sur les timbres par le sigle ITVF imprimé en dessous de l'illustration. 
Les arrêtés fixant le programme 1999 sont signés par le secrétaire d'État à l'Industrie :
- arrêté du 5 février 1998 pour la première partie,
- celui du 30 juillet 1998 pour la seconde partie.

Une nouvelle série annuelle, Collection Jeunesse est créée et dure jusqu'en 2005 sous la forme de blocs de dix timbres permettant des affranchissements mixtes. Pour attirer un nouveau public, le thème de la Journée du timbre abandonne les anciennes séries d'usage courant pour les héros de bande dessinée : Astérix en 1999.
Introduits en 1997, les timbres à message, dits « semi-permanents » par La Poste à cause de leur durée de vente, sont émis en nombre en 1999 : les deux premiers timbres en forme de cœurs émis en France, dix timbres de l'agence Dragon Rouge, plus un timbre « Vive les vacances » et un « Meilleurs vœux 2000 ».

### Tarifs
En 1999, sont appliqués les tarifs postaux en francs du 18 mars 1996, simplement converti en euro le 1er janvier 2002 et en vigueur jusqu'au 1er juin 2003. Voici les tarifs qui pouvaient être réalisés avec un seul timbre, un bloc ou carnet entier émis en 2001 au départ de la métropole :
Tarifs intérieurs :
- 2,70 FRF : écopli de moins de 20 grammes
- 3 FRF : lettre de moins de 20 grammes
- 4,50 FRF : lettre de 20 à 50 grammes
- 6,70 FRF : lettre de 50 à 100 grammes

Tarifs pour l'étranger :
[archives de 2000, à vérifier pour 1999]
- 3 FRF : lettre de moins de 20 grammes vers la zone 1 (Europe occidentale)
- 3,80 FRF : lettre de moins de 20 grammes vers la zone 2 (reste de l'Europe, Algérie, Maroc et Tunisie)
- 4,40 FRF : lettre de moins de 20 grammes vers la zone 4 (Amériques du Nord et centrale, Proche- et Moyen-Orient et Asie centrale)
- 10 FRF : lettre de 3e échelon de poids vers la zone 2
- 15 FRF (carnet Cérès) : lettre de 3e échelon de poids vers la zone 6 (Océanie)

### Ventes
Parmi les sept timbres commémoratifs de feuille émis en 1999, six sont des timbres à message et de vœux que La Poste a introduit comme des « timbres semi-permanents », à durée de vente plus longue (un an et demi ou deux ans environ) que les commémoratifs (six mois en moyenne). Sans tenir compte des blocs et carnets (d'après les chiffres de vente connus au moment de l'édition 2005-2006 du catalogue Dallay), les cinq timbres de feuille émis en 1999 les plus vendus sont :
- 2,70 FRF Nature de France « Le chartreux » : 17 millions de timbres de feuille,
- 3 FRF « Oui » : 16,785 millions,
- 3 FRF « Meilleurs vœux 2000 » : 14,2 millions,
- 3 FRF « C'est un garçon » : 12,35 millions,
- 3 FRF « Bonnes vacances » : 12,2 millions.

Les 3 FRF (lettre simple de moins de 20 grammes) restent les plus vendus. Parmi les autres timbres de 3 FRF correspondant au tarif le plus courant, deux autres timbres dépassent les 12 millions d'exemplaires vendus, deux les 11 millions, deux les 10 millions, cinq les 9 millions, douze les 8 millions, quatre les 7 millions, trois les 6 millions. Les timbres à surtaxe « Personnages célèbres » (vendus en série indivisible) et « Croix-Rouge » n'atteignent pas le million et demi d'exemplaires chacun.
Pour les tarifs supérieurs, deux 4,50 FRF (lettre simple de 20 à 50 grammes) dépassent les 6 millions d'exemplaires : « l'épagneul breton » de la série Nature de France et « Hôtel de la monnaie ». Les onze autres timbres de 3,80 à 6,70 FRF ont été vendus entre 3,65 et 5 millions d'unités.
En cumulant les nombres de vente des timbres de feuille avec les timbres de carnet ou de bloc, certaines émissions multi-formes dépassent les quarante millions d'exemplaires individuels écoulés :
- Nature de France sur les chats et les chiens : 45,75 millions de timbres au total pour quatre types ;
- les deux premiers timbres en forme de cœur : 40,889 millions pour deux types et deux formes chacun.

Voici les chiffres de vente d'après ceux publiés dans le catalogue Dallay 2005-2006. Pensez à signaler entre parenthèses votre source si vous modifiez cette liste qui permet de vérifier le texte ci-dessus.
- 2,70 FRF :
  - Nature de France - Le chartreux : 17 millions

- 3 FRF :
  - Timbre euro : 500 millions (usage courant)
  - Assistance publique - hôpitaux de Paris : 7,9 millions
  - Cœur - je t'aime : 7,845 millions
  - Cœur - rose : 8,535 millions
  - Recensement de la population : 9 millions
  - Journée du timbre - Astérix : 9,65 millions
  - C'est une fille : 12,07 millions
  - C'est un garçon : 12,35 millions
  - Conseil de l'Europe : 8,75 millions
  - Merci : 10,25 millions
  - Oui : 15,785 millions
  - Élections au Parlement européen : 7,5 millions
  - Richard Cœur de Lion : 6,8 millions
  - Dieppe - Seine-Maritime : 8 millions
  - Europa : la Camargue : 8,76 millions
  - Château du Haut-Koenigsbourg : 6 millions
  - Saint-Pierre, patrimoine martiniquais : 7,5 millions
  - Bonnes vacances : 12,2 millions
  - Joyeux anniversaire : 8,74 millions
  - Vive les vacances : 12 millions
  - École de Nancy - Émile Gallé : 9,3 millions
  - Comtesse de Ségur, Les Petites Filles modèles : 8,885 millions
  - Aimer accueillir : 8,965 millions
  - Figeac - Lot : 8,35 millions
  - Célébration de l'an 2000 : 8,6 millions
  - Dessine-moi l'an 2000 : 8,73 millions
  - Arnac-Pompadour : 8,9 millions
  - Éclipse de soleil 11 août 1999 : 9,7 millions
  - Coupe du monde de rugby : 11,8 millions
  - Mouvement Emmaüs : 8,5 millions
  - Nature de France - L'européen : 10,9 millions
  - Nature de France - Le montagne des Pyrénées : 11,2 millions
  - Croix-Rouge : 1,29 million
  - Le Métro : 9,3 millions
  - Le Conseil d'État : 6,3 millions

- 3,80 FRF :
  - Jurade de Saint-Émilion : 3,66 millions
  - Frédéric Chopin : 4,4 millions

- 4,40 FRF :
  - Relations diplomatiques France-Israël : 3,65 millions
  - Patrimoine culturel du Liban : 5 millions

- 4,50 FRF :
  - Hôtel de la Monnaie : 6 millions
  - René Caillé : 5,6 millions
  - Frédéric Ozanam : 4,95 millions
  - Nature de France - L'épagneul breton : 6,65 millions

- 6,70 FRF :
  - Jean Goujon : 3,7 millions
  - Claude Monet, Nymphéas, effet du soir : 5 millions
  - Cathédrale d'Auch - Gers : 3,91 millions
  - Philexfrance 99 : Cérès 1849-1999 : 3,36 millions
  - Anton Van Dyck : 4,8 millions

- 15 FRF :
  - Airbus A300-B4 (poste aérienne) : ?

- Blocs et carnets :
  - Cérès 1849-1999 (carnet 5 timbres) : 2,167 millions de carnets
  - Cœur (carnet 10 timbres) : 2,45 millions de carnets
  - Journée du timbre - Astérix (bloc de 1 timbre) : 1,47 million de blocs
  - Journée du timbre - Astérix (carnet de 7 timbres) : 1,02 million de carnets
  - Philexfrance 99 - chefs-d'œuvre de l'Art (bloc de 3 timbres) : ?
  - Roses anciennes (bloc de 3 timbres) : 1,9 million de blocs
  - Collection Jeunesse (bloc de 10 timbres) : 3,277 millions de blocs
  - Personnages célèbres (6 timbres, vente indivisible) : 1,185 million de séries
  - Personnages célèbres (carnet de 6 timbres) : 964 000 carnets
  - Coupe du monde de rugby (bloc de 10 timbres) : 1,9 million de blocs
  - Croix-Rouge (carnet de 10 timbres) : 756 500 carnets

- Total pour les séries de timbres :
  - Cœur (2 timbres et 1 carnet) : 40,889 millions de timbres
  - Journée du timbre - Astérix (1 timbre, 1 bloc, 1 carnet) : 18,26 millions de timbres
  - Personnages célèbres (série de 6, carnet de 6) : 12,894 millions de timbres
  - Coupe du monde de rugby (1 timbre, carnet de 10) : 30,8 millions de timbres
  - Nature de France (4 timbres) : 45,75 millions de timbres
  - Croix-Rouge (1 timbre, 1 carnet de 10) : 8,85 millions

## Légende
Pour chaque timbre, le texte rapporte les informations suivantes :
- date d'émission, valeur faciale et description,
- formes de vente,
- artistes concepteurs et genèse du projet,
- manifestation premier jour,
- date de retrait, tirage et chiffres de vente,

ainsi que les informations utiles pour une émission donnée.

## Janvier

### Cérès 1849-1999
Le 2 janvier, est émis un carnet de cinq timbres de 3 FRF pour le 150e anniversaire de l'émission du premier timbre-poste de France, au type Cérès. Un de ces timbres représente un timbre Cérès de couleur noire sans valeur faciale évoquant le vingt centimes noir, premier des deux timbres émis le 1er janvier 1849 ; sur la partie gauche du timbre, la mention rouge « CERES 1849 1999 » sur trois lignes. Les quatre autres timbres sont l'inverse du premier : une Cérès rouge à gauche et le texte noir à droite pour rappeler le second timbre émis, le 1 franc rouge. Dans le carnet, les timbres se présentent sous la forme d'une colonne partant d'une vignette annonçant l'exposition philatélique Philexfrance 99.
D'après le dessin de Jacques-Jean Barre, Charles Bridoux a créé ces deux timbres imprimés en héliogravure.
Retiré de la vente le 10 mars 2000, le carnet s'est vendu à environ 2,167 millions d'exemplaires, soit environ 10,835 millions de timbres individuels.

### Timbre euro
Le 4 janvier, est émis un timbre d'usage courant de 3 FRF (0,46 €) représentant le symbole de l'euro (€) et dont la valeur est pour la première fois exprimée en franc français et en euro afin de préparer l'introduction de l’euro fiduciaire, le 1er janvier 2002. Dans un rectangle rouge, le symbole de l'euro (€) en blanc est l'illustration principale. La valeur dans cette devise est écrite en haut du rectangle. La valeur en franc est visible au milieu de lignes courbes bleus, en bas du timbre.
Le timbre est dessiné par Jean-Pierre Cousin et gravé par Jacky Larrivière. Il est imprimé en taille-douce en feuille de cent exemplaires et en carnet de dix timbres autocollants à dentelure ondulée latérale.
La vente cesse le 12 avril 2002 après la vente d'environ 500 millions de timbres de feuille.

### Assistance publique - hôpitaux de Paris 1849-1999
Le 11 janvier, est émis un timbre de 3 FRF pour le 150e anniversaire de l'Assistance publique - Hôpitaux de Paris, créé sous la forme de l'Administration générale de l'Assistance publique par la loi du 10 janvier 1849. L'illustration présente le logotype de l'AP-HP au-dessus de deux mains tendues ; elle est entourée d'un cadre mauve.
Le timbre est dessiné par Pascale Pichot et est imprimé en héliogravure en feuille de quarante exemplaires.
Environ 7,9 millions de timbres sont vendus jusqu'au retrait du 10 octobre 1999.

### Relations diplomatiques France-Israël 1949-1999
Le 26 janvier, est émis un timbre de 4,40 FRF pour le cinquantenaire des relations diplomatiques entre la France et Israël. Les drapeaux des deux pays flottent au-dessus et en dessous de la légende du timbre, sur un fond allant du bleu ciel au bleu outremer.
Le timbre est dessiné par Jean-Paul Cousin pour une impression en héliogravure en feuille de cinquante unités.
Retiré de la vente le 10 octobre 1999, il s'en est écoulé environ 3,65 millions d'exemplaires.

## Février

### Cœurs
Le 8 février, sont émis les deux premiers timbres de Saint-Valentin de France en forme de cœur, d'une valeur de 3 FRF chacun. Le premier contient des « Je t'aime » et des étoiles ; le second est le détail d'une rose.
Réalisé par Aurélie Baras, les deux timbres sont imprimés en héliogravure en feuille de trente et en un carnet de timbres autocollants (cinq de chacun des deux types).
Retirés le 10 mars 2000, le timbre « Cœur : je t'aime » s'est vendu à environ 7,845 millions d'exemplaires pour environ 8,535 millions de « Cœur : rose ». Environ 2,45 millions de carnets ont trouvé preneur. En tout, la vente a éparpillé environ 40,889 millions de timbres individuels.

### Jean Goujon v. 1510-1566
Le 15 février, est émis un timbre de 6,70 FRF représentant une sculpture de Jean Goujon, artiste du XVIe siècle. Le bas-relief représente un détail de saint Luc conservé au Musée du Louvre, à Paris.
La sculpture est reproduite et le dessin gravé par Martin Mörck pour une impression en taille-douce en feuille de trente exemplaires.
Retiré de la vente le 10 octobre 1999, ce timbre est vendu à environ 3,7 millions d'exemplaires.

### Recensement de la population
Le 22 février, est émis un timbre de 3 FRF pour annoncer un recensement général de la population française par l'Institut national de la statistique et des études économiques. Sur une carte verdoyante de la France, trois personnages remplissent leur formulaire de recensement, alors que des roses poussent sur l'ensemble du territoire métropolitain et les quatre département d'outre-mer.
Imprimé en héliogravure en feuille de quarante, le timbre est dessiné par l'agence Dragon Rouge.
Environ 9 millions d'exemplaires sont vendus avant le retrait du 10 octobre 1999.

### Patrimoine culturel du Liban
Le 27 février, est émis un timbre de 4,40 FRF reproduisant une mosaïque d'un épisode de la mythologie grecque : l'Enlèvement d'Europe par Zeus changé en taureau. L'œuvre est représentative du « patrimoine culturel du Liban ». Cette œuvre est alors présentée pendant une exposition inaugurée en octobre 1998 à l'Institut du monde arabe, à Paris.
Le timbre est imprimé en héliogravure en feuille de trente.
Au retrait du 8 septembre 2000, environ 5 millions d'exemplaires ont été vendus.

## Mars

### Journée du timbre: Astérix
Le 8 mars, dans le cadre de la Journée du timbre, est émis sous trois formes un timbre de 3 FRF reproduisant le personnage de bande dessinée Astérix allant à la bagarre après avoir bu de la potion magique, le chien Idéfix l'observant depuis l'arrière-plan. Ce timbre est disponible en feuille, en carnet de sept (dont trois avec une surtaxe de 0,60 FRF au profit de la Croix-Rouge française) et en un bloc illustré d'un timbre. Sur ce bloc, la scène s'élargit sur les marges avec sur la gauche, un crayonné en couleurs d'Obélix essayant de recevoir de la potion du druide Panoramix, pendant que le barde Assurancetourix est baillonné et accroché à la branche d'un arbre.
Le dessin est signé Albert Uderzo. Il est imprimé en héliogravure en feuille de quarante, en carnet de sept dont trois avec surtaxe et en bloc illustré d'un.
Ces timbres sont retirés de la vente le 10 octobre 1999. Environ 9,65 millions de timbres de feuille, 1,02 million de carnets et 1,47 million de blocs ont été vendus ; soit 18,26 millions de timbres individuels.

### C'est une fille - C'est un garçon
Le 22 mars, sont émis deux timbres identiques de 3 FRF pour annoncer une naissance, à dominante rose pour « C'est une fille » et bleu pour « C'est un garçon ». Sur l'illustration, une cigogne apporte un bébé qu'elle porte dans un chiffon tenu par le bec.
Dessinés par l'agence Dragon Rouge, les timbres sont imprimés en héliogravure en feuille de cinquante exemplaires.
Le retrait a lieu le 13 avril 2001 après la vente d'environ 12,07 millions de « C'est une fille » et 12,35 millions de « C'est un garçon ».

### Conseil de l'Europe 1949-1999
Le 22 mars, est émis un timbre de 3FRF pour le cinquantenaire du Conseil de l'Europe. Sur un fond bleu, un planisphère centré sur l'Europe dont la luminosité crée un éclairage sur la carte du jaune européen jusqu'au bleu nuit aux marges de la carte. Dix étoiles de taille différente sont distribuées à travers la carte selon un arc de cercle.
Le timbre est dessiné par Pascale Pichot et est imprimé en héliogravure en feuille de cinquante.
Après la vente d'environ 8,75 millions d'exemplaires, le timbre est retiré le 12 novembre 1999.

### Merci et Oui
Le 22 mars, sont émis deux timbres à message de 3 FRF. Le premier pour adresser des remerciements : l'expression « merci » en plusieurs langues sur un fond coloré orange et rouge, avec un globe terrestre reconnaissable. Le deuxième pour répondre « Oui », visiblement à une demande amoureuse puisque le dessin présente deux oiseaux blancs s'embrassant entouré de cœurs.
Les timbres sont  dessiné par l'agence Dragon Rouge et sont imprimé en héliogravure en feuille de cinquante unités.
Environ 10,25 millions de timbres « Merci » ont été vendus pour 15,785 millions de « Oui ».

### Philexfrance 99: chefs-d'œuvre de l'Art
Le 28 mars, est mis en vente un bloc de trois timbres artistiques reproduisant des chefs-d'œuvre de l'Art conservés au Musée du Louvre : un 5 FRF La Joconde de Léonard de Vinci, un autre 5 FRF sur la sculpture de la Vénus de Milo et un timbre de 10 FRF reproduisant un détail de La Liberté guidant le peuple d'Eugène Delacroix. Sur la marge du bloc, est présenté le Chat, une sculpture de l'Égypte antique. En bas, une mention rappelle que l'acheteur a réservé le bloc pour une valeur de 50 FRF, dont 30 FRF reversés à l'Association pour le développement de la philatélie organisatrice de Philexfrance 99. La pochette contenant le bloc existe en deux versions : bleu avec couverture découpée en forme de tour Eiffel permettant d'entrevoir la Liberté guidant le peuple ou grise. Chacune contient un laissez-passer pour entrer gratuitement à l'exposition philatélique.
Le bloc, les photographies des œuvres et la gravure par Claude Jumelet du timbre « la Vénus de Milo » sont mises en page par Jean-Paul Véret-Lemarinier. Le bloc est imprimé en offset et en taille-douce.
Il est retiré de la vente le 31 mars 2000.

### Élections au Parlement européen 18 juin 1999
Le 29 mars, est émis un timbre de 3 FRF pour annoncer la tenue des élections au Parlement européen, le 18 juin 1999. Une main pose une étoile sur les branches sans feuille d'un arbre, sur lequel se trouvent quatre autres étoiles.
L'œuvre de Jean-Michel Folon est mise en page par Jean-Paul Cousin pour être imprimé en héliogravure en feuille de cinquante timbres.
Environ 7,5 millions de timbres sont vendus jusqu'au retrait du 12 novembre 1999.

## Avril

### Airbus A300-B4
Le 12 avril, est émis un timbre de poste aérienne de 15 FRF représentant en vol, au-dessus d'un paysage nocturne, un Airbus A300-B4 aux couleurs de l'Aéropostale.
Le timbre est dessiné par Jame's Prunier et imprimé en héliogravure en feuille de dix et de quarante exemplaires.
Il est retiré de la vente le 31 décembre 2001.

### Richard Cœur de Lion 1157-1199
Le 12 avril, est émis un timbre de 3 FRF pour le 800e anniversaire de la mort de Richard Cœur de Lion, roi d'Angleterre à la fin du XIIe siècle au château de Châlus en Limousin. Le dessin est extrait de l'Historia Anglorum d'un moine anglais du milieu du XIIIe siècle.
L'image est gravée et mise en page par Claude Jumelet sur un timbre imprimé en taille-douce en feuille de cinquante exemplaires.
Vendu jusqu'au 12 novembre 1999, environ 6,8 millions de timbres ont été vendus.

### Dieppe - Seine-Maritime
Le 19 avril, est émis un timbre touristique de 3 FRF représentant les falaises de Dieppe, en Seine-Maritime. À la droite du timbre, la Manche baigne la plage et les falaises ; en haut à gauche est visible le château de Dieppe. Entre les deux espaces, deux cerfs-volants naviguent dans le ciel.
Ève Luquet dessine et grave ce timbre imprimé en taille-douce en feuille de quarante.
Environ 8 millions de timbres sont vendus avant le retrait du 12 novembre 1999.

### Europa: la Camargue
Le 26 avril, dans le cadre de l'émission Europa, est émis un timbre de 3 FRF sur la Camargue, plus particulièrement le Parc naturel régional de Camargue conformément au thème annuel commun : les parcs naturels. Entouré d'une marge verte, sur un ciel bleu et soleil levant ou couchant orange foncé, sont dessinés les éléments typiques de la Camargue : un mas près duquel un cheval Camargue broute alors que trois flamants roses volent au-dessus de l'étang.
Le dessin est signé par Christian Broutin et le timbre est imprimé en héliogravure en feuille de quarante exemplaires.
Le timbre est retiré le 4 février 2000. Il s'est vendu à environ 8,76 millions d'exemplaires.
Le cheval camarguais a illustré un timbre de la série Nature de France en 1998.

## Mai

### Château du Haut-Kœnigsbourg - Bas-Rhin
Le 17 mai, est émis un timbre touristique de 3 FRF représentant le château du Haut-Kœnigsbourg (typographie « KOENIGSBOURG » sur le timbre), situé dans le département du Bas-Rhin. Le dessin est une vue aérienne du château et des reliefs avoisinants.
L'illustration mise en page par Charles Bridoux est dessinée par Serge Howhain et gravée par Claude Jumelet. Le timbre est imprimé en offset et taille-douce en feuille de vingt.
Retiré le 4 février 2000, environ 6 millions d'exemplaires ont été vendus.

### Saint-Pierre, patrimoine martiniquais
Le 17 mai, est émis un timbre de 3 FRF sur Saint-Pierre, ville de Martinique. La vue dessinée choisit de présenter le panorama formé par la ville (avec mise en valeur d'un des bâtiments) et la Montagne Pelée vue depuis une barque tirée sur la plage.
Le timbre est dessiné par Christian Broutin et imprimé en héliogravure en feuille de cinquante exemplaires.
Environ 7,5 millions de timbres sont vendus avant le retrait du 12 novembre 1999.

### Bonnes vacances et Joyeux anniversaire
Le 17 mai, sont émis deux timbres à messages de 3 FRF. Un pour souhaiter de « Bonnes vacances », l'un des deux premiers sur ce thème avec « Vive les vacances » émis le même jour ; et l'autre pour un « Joyeux anniversaire ». Le soleil sur le premier et un gâteau d'anniversaire sur le second sont mis en valeur sur ces timbres au graphisme proche de « C'est une fille », « C'est un garçon » et « Oui », tous trois émis le 22 mars précédent.
L'agence Dragon Rouge a dessiné ces timbres imprimés en héliogravure en feuille de cinquante.
Environ 12,2 millions de timbres « Vacances » sont écoulés avant le retrait du 13 avril 2001. Environ 8,74 millions de « Joyeux anniversaire » trouvent preneur.

### Vive les vacances
Le 17 mai, est émis le premier timbre annuel de 3 FRF destiné à célébrer les vacances d'été. Encadrée de rouge, le dessin présente le flotteur d'une ligne de pêche, attendant sur une eau calme qu'un poisson morde à l'hameçon.
Dessiné par Guy Coda, ce timbre est imprimé en héliogravure en feuille de cinquante.
Environ 12 millions d'exemplaires sont vendus avant le 13 avril 2001. En tout, avec le timbre « Bonnes vacances » émis le même jour, ce sont - pour cette première thématique - 24 millions de timbres sur le thème des vacances d'été qui sont vendus.

### École de Nancy: Émile Gallé
Le 25 mai, est émis un timbre artistique de 3 FRF reproduisant un détail de la coupe Noctuelles, une peinture sur émail d'Émile Gallé, un des principaux artistes du mouvement Art nouveau de l'École de Nancy. Un papillon mauve (le noctuelle) est le thème principal du détail.
La photographie de la coupe est mise en page par Louis Briat pour une impression en offset en feuille de trente unités.
Environ 9,3 millions de timbres sont vendus jusqu'au retrait de la vente le 4 février 2000.

### Jurade de Saint-Émilion 1199-1999
Le 31 mai, est émis un timbre de 3,80 FRF pour le 800e anniversaire de la jurade de Saint-Émilion, corporation professionnelle médiévale recréée en association folklorique pour promouvoir la viticulture de Saint-Émilion, un des vignobles de Bordeaux. Sur le timbre, le sceau de la Jurade, voisine avec une vigne s'étendant devant des ruines.
Le dessin est d'Odette Baillais. Il est gravé par André Lavergne sur un timbre imprimé en taille-douce en feuille de cinquante exemplaires.
Le retrait de la vente a lieu le 12 novembre 1999. Environ 3,66 millions de timbres sont vendus.

### Claude Monet,Nymphéas, effet du soir
Le 31 mai, est émis un timbre artistique de 6,70 FRF reproduisant une peinture de Claude Monet, Nymphéas, effet du soir, réalisée en 1898, une scène de fleurs à la surface de l'eau.
L'œuvre est mise en page par Charles Bridoux. Le timbre est imprimé en offset en feuille de trente unités.
Environ 5 millions de timbres sont vendus jusqu'au retrait du 4 février 2000.

### Roses anciennes
Le 31 mai, à l'occasion de la 8e Conférence internationale des roses anciennes à Lyon du 27 au 29 mai, est émis un bloc de trois timbres présentant trois espèces de roses, de haut en bas : Rosa Mme Alfred Carrière (1879) sur un 3 FRF, Rosa Mme Caroline Testout (1890) sur le premier 4,50 FRF et Rosa La France de Jean-Baptiste Gulliot (1867) sur le deuxième 4,50 FRF. Autour des trois timbres, le reste du bloc est illustré d'un sécateur et de détails de l'évolution de la plante au cours d'une hybridation de fleurs.
Le bloc est dessiné par Christian Broutin et mis en page par Charles Bridoux. Il est imprimé en héliogravure.
Environ 1,9 million de blocs (soit 5,7 millions de timbres) sont vendus avant le retrait du 10 mars 2000.

## Juin

### Hôtel de la Monnaie, Paris
Le 7 juin, est émis un timbre de 4,50 FRF représentant la façade de l'Hôtel de la Monnaie de Paris. Dans le coin en bas à gauche, deux symboles rappellent la fonction de l'édifice : une presse et une corne d'abondance dont s'écoulent des pièces de monnaie.
Le timbre est dessiné par René Quillivic et gravé par Czesław Słania. Il est imprimé en taille-douce en feuille de cinquante exemplaires.
Environ 6 millions de timbres sont vendus avant le retrait du 10 mars 2000.

### Comtesse de Ségur,Les Petites Filles modèles
Le 14 juin, pour le bicentenaire de la naissance de l'écrivaine Sophie Rostophine connue sous le titre de comtesse de Ségur, est émis un timbre de 3 FRF dont l'illustration rappelle un des livres de la comtesse : les Petites Filles modèles. Les fillettes se trouvent dans le parc d'un château, tenant chacune un objet : arrosoir, brouette contenant deux plantes en pots et Filet à papillons.
Ce dessin est signé par l'illustratrice Danièle Bour, auteur par ailleurs de la série Petit Ours Brun. Il est mis en page par Charles Bridoux sur un timbre imprimé en héliogravure en feuille de quarante.
Le timbre est retiré de la vente le 12 novembre 1999 et s'est vendu à environ 8,885 millions d'exemplaires.

### Aimer accueillir
Le 21 juin, dans le cadre d'une campagne sur l'accueil des clients dans les bureaux de poste, est émis un timbre de 3 FRF sur le thème « Aimer accueillir » : deux oiseaux blancs sont posés en haut d'une mosaïque représentant un soleil souriant et des fleurs.
L'auteur du timbre est Carole Duvauchelle, alors employée de La Poste au bureau de Paris-Alésia. La mise en page est assurée par Aurélie Baras pour une impression en héliogravure en feuille de cinquante.
Retiré le 4 février 2000, environ 8,965 millions de timbres sont vendus.

### Cathédrale d'Auch - Gers
Le 21 juin, est émis un timbre artistique de 6,70 FRF reproduisant un vitrail de la cathédrale Sainte-Marie d'Auch, dans le Gers. Un personnage féminin y est représenté.
L'œuvre d'Arnaud de Moles achevée en 1513 est gravée par Jacky Larrivière et mise en page par Michel Durand-Mégret sur un timbre imprimé en taille-douce en feuille de trente.
La manifestation premier jour a lieu les 19 et 20 juin. Le timbre à date met en valeur la tour d'Armagnac du XIVe siècle.
Retiré le 4 février 2000, environ 3,91 millions de timbres sont vendus.

### René Caillé 1799-1838
Le 28 juin, est émis un timbre de 4,50 FRF pour le bicentenaire de la naissance de l'explorateur René Caillé. Son portrait est placé au premier plan de la vue d'une rue de Tombouctou qu'il atteignit en 1828.
Dessiné par Marc Taraskoff, l'illustration est gravée par André Lavergne pour l'impression en taille-douce d'un timbre conditionné en feuille de cinquante exemplaires.
Environ 5,6 millions de timbres sont vendus jusqu'au retrait du 4 février 2000.

### Figeac - Lot; hommage à Champollion
Le 28 juin, est émis un timbre touristique de 3 FRF sur Figeac dans le département du Lot. Est représentée une place de la vieille ville à l'intérieur de laquelle a été aménagée une installation artistique rendant hommage à Jean-François Champollion, natif de Figeac, considéré comme le traducteur des hiéroglyphes égyptiens. Sur le sol de cette place des Écritures, est visible une reproduction de la pierre de Rosette qui permit à Champollion de réussir son œuvre.
L'œuvre de Joseph Kosuth et les bâtiments alentour sont dessinés et gravés par Ève Luquet. Le timbre est imprimé en taille-douce en feuille de quarante unités.
Retiré le 4 février 2000, environ 8,35 millions de timbres sont vendus.

## Juillet
Du 2 au 11 juillet, a lieu l'exposition philatélique internationale Philexfrance 99 à Paris. À cette occasion, La Poste met en vente anticipée « premier jour » plusieurs timbres, dont le dernier libellé seulement en franc français et les premiers commémoratifs à valeur faciale franc-euro.

### Philexfrance 99: Cérès 1849-1999
Le 5 juillet, à l'occasion de l'exposition philatélique Philexfrance 99, est émis un timbre de 6,70 FRF pour le 150e anniversaire de l'émission du vingt centimes noir au Cérès, premier timbre-poste émis en 1849 en France. Le vingt centimes est reproduit au centre d'une mosaïque orange et orange foncé de morceaux dispersés de ce timbre ; En bas à droite, un hologramme reproduit le profil de la déesse Cérès. Le timbre est se-tenant avec une fine vignette sans valeur postale annonçant la tenue de l'exposition Philexfrance 99 au cours de laquelle ce timbre est émis.
Ce timbre est le dernier émis en France dont la valeur faciale est uniquement en franc français. À partir du 12 juillet, les timbres portent une faciale en franc et en euro à l'approche de l'introduction de l'euro fiduciaire le 1er janvier 2002.
Les images sont mises en page par Aurélie Baras pour être imprimé en héliogravure avec intégration d'un hologramme. Les timbres sont conditionnés en feuille de vingt-cinq exemplaires.
Retiré le 10 mars 2000, ce timbre s'est vendu à environ 3,36 millions d'exemplaires.

### Célébration de l'an 2000
Le 6 juillet, est émis un timbre de 3 FRF (0,46 €) pour annoncer les célébrations prévues pour le passage à l'an 2000 et le changement de millénaire l'année suivante. Le timbre montre sur un fond vert, deux visages orange foncé à l'intérieur du logotype des manifestations officielles de la célébration en France de l'an 2000.
Il s'agit du premier timbre de la période 1999-2001 à porter une valeur faciale en franc français et en euro pour habituer les usagers avant l'introduction de l'euro fiduciaire, le 1er janvier 2002. Ce n'est cependant pas le premier timbre à double faciale puisqu'un « timbre Euro » est en circulation depuis le 4 janvier 1999, après un timbre d'usage courant surchargé en ECU dans les années 1980.
L'illustration est conçue par l'agence Integral Rudi Baur. Le timbre est imprimé en héliogravure en feuille de quarante unités.
Retiré le 10 mars 2000, environ 8,6 millions d'exemplaires sont vendus.

### Dessine-moi l'an 2000
Le 8 juillet, est émis un timbre de 3 FRF (0,46 €) dessiné par un enfant pour annoncer le passage à l'an 2000 : sur une Terre verdoyante, cinq personnages de formes géométriques et de couleurs différentes se tiennent par la main. Au-dessus d'eux, passent une colombe tirant une banderole « Vive l'an 2000 ». 
La dessinatrice est Morgane Toulouse (9 ans à la date de l'émission), habitante alors en Lozère. Le timbre est imprimé en héliogravure en feuille de quarante exemplaires. Ce dessin a été sélectionné parmi ceux de 400 000 participants, lors d'un concours auquel ont participé des classes de CM1 et CM2 de 10 000 écoles.
Environ 8,73 millions de timbres sont vendus jusqu'au retrait du 10 mars 2000.

### Arnac-Pompadour, Corrèze
Le 12 juillet, est émis un timbre touristique de 3 FRF (0,46 €) sur la commune d'Arnac-Pompadour, dans le département de la Corrèze. Le timbre met en valeur le château, et avec deux chevaux dessinés dans le coin en bas à gauche, rappelle que la commune accueille le siège des Haras nationaux.
Pierre Forget a dessiné et gravé ce timbre imprimé en taille-douce en feuille de quarante.
Environ 8,9 millions d'unités sont vendus jusqu'au retrait du 14 avril 2000.
En juillet 2005, un timbre honore le haras du Pin, un autre des Haras nationaux de France.

### Collection Jeunesse: Armada du siècle, Rouen 1999
Le 12 juillet, dans le cadre de Collection Jeunesse, une nouvelle série annuelle, est émis un bloc-feuillet de dix timbres de 1 FRF (0,15 €) présentant dix voiliers présents au rassemblement de grands voiliers de Rouen du 9 au 18 juillet 1999 et baptisée Armada du siècle. Les voiliers photographiés et présentés sur ce feuillet sont, de haut en bas, ligne par ligne : le Simon Bolivar et l’Iskra, le Statsraad Lehmkuhl et l’Asgard II, la Belle Poule et le Belem, l’Amerigo Vespucci et le Sagres, et l’Europa et le Cuauhtémoc. La petite valeur faciale doit permettre à de jeunes collectionneurs de réaliser des affranchissements de plusieurs timbres pour envoyer un courrier.
Les photographies des dix voiliers ont été mises en page par Jean-Paul Cousin pour une impression en héliogravure.
Le bloc est retiré de la vente le 14 avril 2000 après avoir été vendu à environ 3,277 millions d'exemplaires.

### Éclipse de soleil 11 août 1999
Le 12 juillet, est émis un timbre de 3 FRF (0,46 €) à l'occasion de l'éclipse de soleil du 11 août 1999, visible en France. L'illustration centrale est une photographie de la couronne solaire visible pendant le maximum d'une éclipse totale. Quatre des phases d'une éclipse sont représentés dans chaque coin du timbre.
Le timbre carré est mis en page par Jean-Paul Cousin et est imprimé en héliogravure en feuille de trente.
Environ 9,7 millions de timbres sont vendus avant le retrait du 10 mars 2000.

### Personnages célèbres: la photographie française

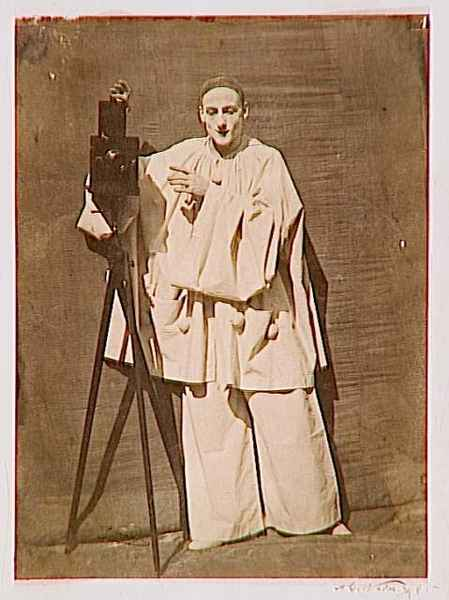
Pierrot photographe (Charles Deburau), la photographie de Nadar reproduite sur timbre en 1999.

Le 12 juillet, dans le cadre de l'émission annuelle Personnages célèbres, sont émis six timbres de 3 FRF (0,46 €) et un carnet les reprenant, reproduisant un cliché de six grands photographes français : Atget, Brassaï, Henri Cartier-Bresson, l'Information scolaire de Robert Doisneau, Jacques-Henri Lartigue et [Charles] Debureau à la caméra de Nadar. Sur la vignette sans valeur postale du carnet, sont reproduits les portraits de Nicéphore Niépce et Jacques Daguerre, considérés comme les inventeurs de la photographie. Chaque timbre porte une surtaxe de 0,60 FRF (009 €) au profit de la Croix-Rouge française.
Les œuvres sont mises en page par Claude Andréotto et les timbres sont imprimés en héliogravure en feuille de cinquante et en un carnet.
Les six timbres sont vendus en une série indivisible. Au retrait du 14 avril 2000, environ 1,185 million de séries et 964 000 carnets ont été vendus, soit environ 12,894 millions de timbres individuels.

## Septembre

### Coupe du monde de rugby
Le 13 septembre, sont émis un timbre ovale de 3 FRF (0,46 €) et un feuillet de dix de ces timbres à l'occasion de la Coupe du monde de rugby à XV de 1999, du 1er octobre au 6 novembre, et dont les matches de la poule C sont organisés en France. L'illustration est une phase de jeu au cours d'un match de l'équipe de France : un joueur adverse essaie de plaquer un joueur français porteur du ballon.
La photographie de l'agence Desdoigts, rendue floue pour qu'une personne vivante ne puisse être reconnaissable sur un timbre de France, est imprimée sur un timbre en héliogravure en feuille de trente et en un bloc-feuillet de dix avec une vignette centrale représentant la coupe Webb Ellis, trophée de la coupe du monde, et illustré des drapeaux nationaux des vingt équipes qualifiées. Il s'agit du premier timbre ovale de France.
Feuilles et blocs sont retirés le 14 avril 2000. Environ 11,8 millions de timbres de feuille et 1,9 million de blocs sont vendus, soit environ 30,8 millions de timbres individuels.

### Frédéric Ozanam 1813-1853
Le 13 septembre, est émis un timbre de 4,50 FRF (0,69 €) en hommage à Frédéric Ozanam, historien, essayiste et fondateur de la Société de Saint-Vincent-de-Paul. Le timbre illustré de son portrait est émis deux ans après la béatification d'Ozanam par le pape Jean-Paul II, en août 1997.
Le portrait est dessiné et gravé par Yves Beaujard. Le timbre est imprimé en taille-douce en feuille de cinquante.
Environ 4,95 millions de timbres sont vendus jusqu'au retrait du 14 avril 2000.

### Mouvement Emmaüs 1949-1999
Le 27 septembre, est émis un timbre de 3 FRF (0,46 €) pour le cinquantenaire du mouvement Emmaüs, regroupement d'associations humanitaires fondé par l'abbé Pierre en 1949. Bordé d'un jaune vif, une photographie bleutée montre des enfants courant vers la mer.
La photographie de J.-N. Reichel est mise en page par Pascale Pichot sur un timbre imprimé en héliogravure en feuille de cinquante exemplaires.
Retiré le 14 avril 2000, le timbre s'est vendu à environ 8,5 millions d'exemplaires.

## Octobre

### Nature de France: chats et chiens
Le 4 octobre, dans la série annuelle Nature de France, sont émis quatre timbres sur des races de chats et de chiens. Chaque timbre représente un spécimen adulte et son petit de deux races de chat et de deux races de chien. Le 2,70 FRF (0,41 €) présente ainsi le chartreux aux poils gris bleuté et aux yeux couleur cuivre. La race du 3 FRF (046 €) est celle du chat Européen. Côté chien, le montagne des Pyrénées au poil blanc illustre avec un chiot le 3 FRF (046 €), laissant le 4,50 FRF (069 €) à l'épagneul breton. Le décor à l'arrière-plan est naturel et semble correspondre à une saison : l'hiver pour « le chat européen », le printemps pour « le chartreux », l'été pour « le montagne des Pyrénées » et l'automne pour l'« épagneul breton ».
Les timbres sont dessinés et mis en page par Jean-Paul Véret-Lemarinier. Ils sont imprimés en héliogravure en feuille de quarante. Il s'agit de la dernière émission Nature de France à ne pas faire l'objet d'un bloc reprenant les quatre timbres.
« Le chartreux » est le timbre de la série le plus vendu avec environ 17 millions d'exemplaires, suivi par « le montagne des Pyrénées » (11,2 millions) et « l'européen » (10,9 millions). Avec une valeur faciale plus forte, le chiffre de vente de « l'épagneul breton » est d'environ 6,65 millions d'unités. En tout, environ 45,75 millions de timbres individuels sont écoulés.

### Frédéric Chopin 1810-1849
Le 18 octobre, dans le cadre d'une émission conjointe avec la Pologne, est émis un timbre de 3,80 FRF (0,58 €) pour le 150e anniversaire de la mort du compositeur Frédéric Chopin. Sur la droite de l'illustration, se trouve un portrait du musicien par George Sand ; à gauche, au-dessus de la signature de Chopin, l'Académie des Beaux-Arts de Varsovie où sa famille vécut.
Le portrait par George Sand réalisé en 1841 est repris dans un dessin de Andrzej Heidrich, dessinateur de billets de banque et de timbres polonais. Le timbre de France est gravé par Pierre Albuisson pour une impression en taille-douce trois couleurs en feuille de quarante exemplaires.
Retiré de la vente le 12 janvier 2001, le timbre s'est vendu à environ 4,4 millions d'exemplaires.
Le timbre de Pologne est émis le 17 octobre 1999 et utilise le dessin d'Heidrich. Gravé par Czesław Słania, il est imprimé en taille-douce monochrome et conditionné en feuille de cinquante. D'une valeur de 1,40 złoty (PLN) et d'un format de 4,3 × 3,125 cm, son tirage est de 1,5 million d'exemplaires.

## Novembre

### Croix-Rouge
Le 15 novembre, est émis un timbre à surtaxe de 3 FRF (0,46 €) plus une surtaxe de 0,60 FRF au profit de la Croix-Rouge française, ainsi qu'un carnet de dix de ces timbres. L'illustration porte sur le thème du changement d'année : une étoile joue de la grosse caisse, instrument qui porte deux aiguilles d'horloge approchant de minuit.
Le timbre est dessiné par Pierre-Marie Valat et mis en page par André Lavergne. Il est imprimé en héliogravure en feuille de trente et en carnet de dix.
L'émission est retirée le 9 juin 2000. Environ 1,29 million de timbres de feuille et 756 500 carnets sont écoulés, soit environ 8,85 millions de timbres individuels.

### Anton Van Dyck 1599-1641

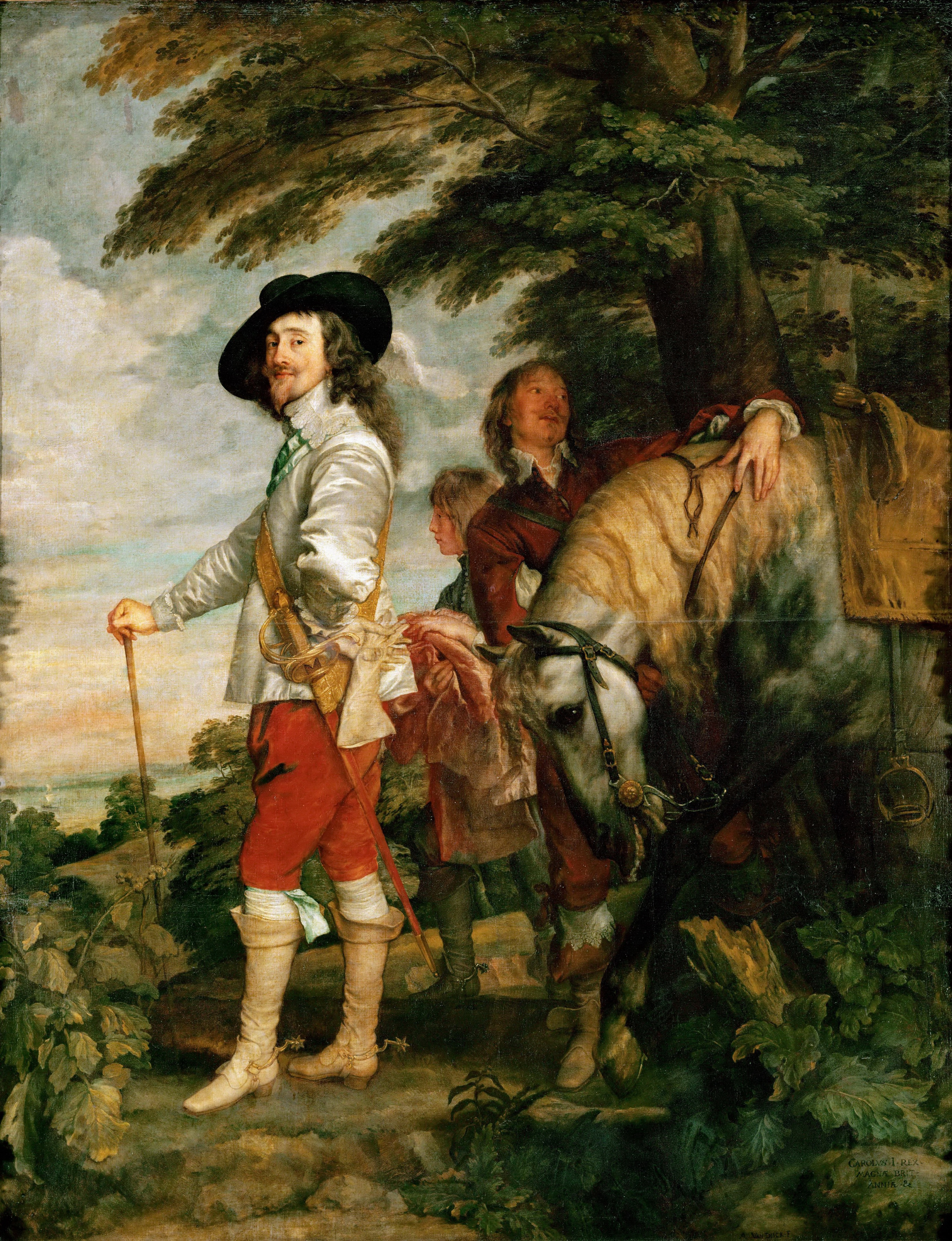
Le tableau de Van Dyck.

Le 15 novembre, est émis un timbre artistique de 6,70 FRF (1,02 €) reproduisant un portrait du roi Charles Ier d'Angleterre à la chasse, peinture de Anton Van Dyck dont il est fêté le 400e anniversaire de la naissance. À la lisière d'une forêt, le roi regarde en direction du spectateur, debout devant son cheval dont deux valets s'occupent.
L'œuvre conservée au musée du Louvre à Paris est mise en page par Jean-Paul Cousin. Le timbre est imprimé en héliogravure en feuille de trente.
Environ 4,8 millions de timbres sont vendus avant le retrait du 9 février 2001.

### 2000. Vive l'an 2000
Le 22 novembre, est émis un timbre de vœu de 3 FRF (0,46 €) pour le passage à l'an 2000, se-tenant avec une vignette de même graphisme. Dans un cadre bleu foncé, le nombre 2000 est crayonné avec plusieurs couleurs sur un fond blanc. Sur la vignette sans valeur d'affranchissement, est écrite la phrase « Vive l'an 2000 ! » en plusieurs langues européennes.
Dessiné par Patrick Martin, le timbre et sa vignette sont imprimés en héliogravure.
Il est retiré de la vente le 13 avril 2001.

### Meilleurs vœux 2000
Le 22 novembre, est émis un timbre de 3 FRF (0,46 €) pour présenter de « meilleurs vœux » pour 2000, sur un thème évoquant Noël : sur un fond rouge, un paquet-cadeau cubique bleu décoré d'un ruban rose. Ce paquet est en partie ouvert sur un ciel bleu avec un nuage blanc.
L'illustration est signée Dominique Chan. Imprimé en héliogravure, le timbre est conditionné en feuille de cinquante exemplaires.
Retiré le 13 avril 2001, environ 14,2 millions d'exemplaires en sont vendus.

## Décembre

### Le Métro 1900-2000

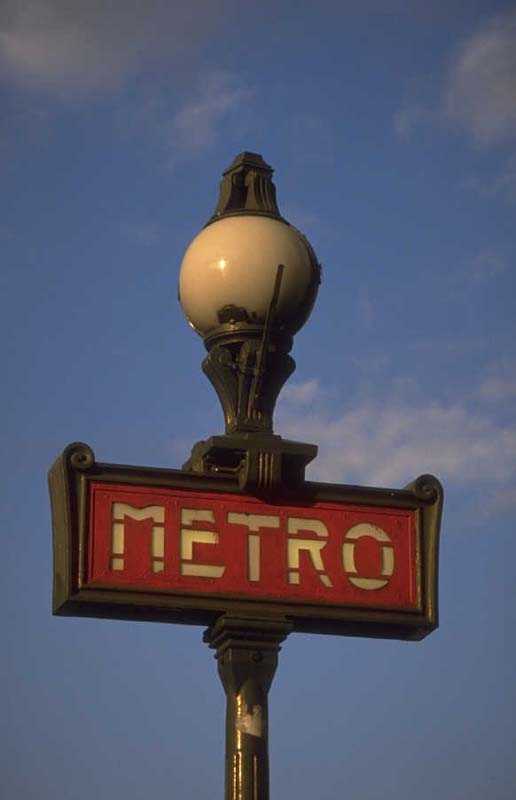
Lampadaire signalant l'entrée d'une station.

Le 6 décembre, est émis un timbre de 3 FRF (0,46 €) pour le centenaire du métro parisien. À l'intérieur d'un liseré de la couleur verte de l'actuel logotype de la RATP, quatre photographies présentent l'évolution des signes indiquant l'entrée d'une station. En bas à gauche, une entrée conçue par Hector Guimard ; au centre, un lampadaire à panneau rouge ;  en haut à gauche, un M jaune dans un cercle ; et enfin, à droite, un M bleu dans un cercle bleu.
Les images sont mises en page par Pascale Pichot pour une impression en héliogravure en feuille de cinquante unités.
Le timbre est retiré le 11 août 2000 et s'est vendu à environ 9,3 millions d'unités.

### Conseil d'État 1799-1999
Le 13 décembre, est émis un timbre commémoratif de 3 FRF (0,46 €) pour le bicentenaire du Conseil d'État. L'institution est représentée par un dessin d'un élément de l'architecture du Palais-Royal où elle siège à Paris.
Le timbre est dessiné par Ernest Pignon-Ernest. Il est imprimé en héliogravure en feuille de cinquante.
Retiré le 11 août 2000, il s'est vendu à environ 6,3 millions d'exemplaires.

### Sources
- Catalogue de cotations des timbres de France, éd. Dallay, 2005-2006, pages 458-463.